# ماريو فان در إنده
ماريو فان در إنده (بالهولندية: Mario van der Ende)‏، من مواليد 28 مارس 1956، حكم كرة قدم هولندي دولي سابق.
و قد حكم في كأس العالم لكرة القدم 1994، وفي كأس الأمم الأوروبية لكرة القدم 1996، وفي كأس العالم لكرة القدم 1998.

## روابط خارجية
- ماريو فان در إنده على موقع Soccerway.com (الإنجليزية)